# Немая из Портичи
«Нема́я из По́ртичи» (фр. La muette de Portici) — пятиактная опера Даниэля Обера. Первоначальное название «Мазаньелло, или немая из Портичи» (Masaniello, ou La muette de Portici). В России сначала была поставлена под названием «Фене́лла», затем с 50-х годов XIX века шла под названием «Палермские бандиты». Либретто Жермена Делавиня, переработано Эженом Скрибом. Опера часто рассматривается как первая французская большая опера.

## История создания
Спектакль отличается от других опер в первую очередь тем, что главная партия здесь отдана не певице, а артистке балета. Хотя ранее эпизоды в исполнении танцовщиков постоянно вводились в оперные спектакли, они никогда ещё не имели такой артистической нагрузки:154. Эжен Скриб и Даниэль Обер создавали спектакль в расчёте на большой пантомимный дар Эмилии Биготтини, однако к моменту постановки балерина уже покинула театр. На главную роль Фенеллы была назначена Лиз Нобле. Во время репетиционного процесса она заболела и роль передали Амели Легалуа:397. Тем не менее, Нобле успела выздороветь и подготовиться к премьере, которая состоялась в театра на улице Ле Пелетье 29 февраля 1828 года. Роль Мазаньелло исполнил тенор Адольф Нурри, принцессы Эльвиры — Лаура Чинти-Даморо. Дирижировал постановкой Франсуа Антуан Абенек.
Критики расхвалили «красноречие» исполнительницы партии Фенеллы, признали Лиз Нобле выдающейся мимической актрисой и согласились, что большего нельзя было ждать от самой Биготтини:397.
Размер оркестра, хора и сценические эффекты сразу поставили эту оперу над всеми предыдущими произведениями, что положило начало жанру французской большой оперы:150, который был продолжен операми Джоаккино Россини «Вильгельм Телль» (1828) и Джакомо Мейербера «Роберт-дьявол» (1831).
«Немая из Портичи» была возобновлена в Париже сразу после Июльской революции 1830 года. Роль Фенеллы перешла от Нобле к Фанни Эльслер:399.
25 августа того же года во время представления оперы в брюссельском театре де ла Монне прозвучавшая со сцены фраза фр. Aux armes! («К оружию!») дала сигнал к началу беспорядков, приведших к Бельгийской революции, результатом которой стала независимость страны. Рихард Вагнер в своих «Размышлениях над Обером» (1871) заметил, что редко когда произведение искусства так тесно связано с событиями мирового масштаба, тогда как эта постановка — безусловный предвестник революций.:53[уточнить].

## Действующие лица
| Действующие лица                 | Голос    | Первые исполнители, 29 февраля 1828 (Дирижёр: Франсуа Антуан Абенек) |
| -------------------------------- | -------- | -------------------------------------------------------------------- |
| Альфонс, сын вице-короля Неаполя | тенор    | Алекси Дюпон                                                         |
| Эльвира, его невеста             | сопрано  | Лаура Чинти-Даморо                                                   |
| Мазаньелло, рыбак                | тенор    | Адольф Нурри                                                         |
| Фенелла, его сестра              | балерина | Лиз Нобле                                                            |
| Пьетро, друг Мазаньелло          | бас      | Анри-Бернар Дабади                                                   |
| Борелла, друг Мазаньелло         | бас      | Фердинан Прево                                                       |
| Морено, друг Мазаньелло          | бас      | Бертрам Пуийи                                                        |
| Лоренцо, конфидант Альфонса      | тенор    | Жан-Этьенн-Огюст Эжен Массоль                                        |
| Сельва, офицер                   | бас      | Фердинан Прево                                                       |
| Служанка Эльвиры                 | сопрано  | Ларотт                                                               |

## Содержание
Опера основана на реальных событиях восстания Мазаньелло против испанского владычества в Неаполе (1647).
Принцесса Эльвира должна выйти замуж за Альфонсо, сына испанского вице-короля Неаполя. Немая девушка, Фенелла, узнаёт в Альфонсо своего похитителя и соблазнителя. Брат Фенеллы, рыбак Мазаньелло, возмущён насилием над сестрой, обдумывающей самоубийство, и ведёт своих друзей на восстание против испанской оккупации. Эльвира прощает Альфонсо, но, тронутая горем девушки, пытается найти Фенеллу и доставить её во дворец. Восстание разрастается и выходит из-под контроля Мазаньелло. Альфонсо и Эльвира прячутся в хижине рыбака под видом заблудившихся путников. Входит Пьетро и, узнав сына тирана, грозится его убить. Мазаньелло, связанный законами гостеприимства, защищает гостей, позволяя им бежать. Мазаньелло получает от зажиточных неаполитанцев ключи от города. Сообщники грозятся его убить за предательство. Пьетро видит в Мазаньелло предателя и потенциального тирана, с которым нужно покончить. Он отравляет Мазаньелло медленным ядом. Альфонсо приводит испанские войска для подавления восстания и спасает Эльвиру. Мазаньелло из последних сил ведёт бунтарей на битву. Появившаяся Эльвира рассказывает Фенелле, как её брат только что спас принцессу от разъярённой толпы, погибнув сам. С триумфом входит Альфонсо и объявляет Фенелле о геройской кончине брата. Девушка в отчаянии бросается с балкона вниз на скалы.

## Влияние
Немая из Портичи сыграла значительную роль в истории музыкального театра, положив начало жанру французской большой оперы. Многие её элементы — пятиактная структура, обязательные балетные сцены, грандиозные сценические эффекты, внимание к романтическим страстям на фоне значимых исторических событий — станут стандартами формы до конца XIX века. Большая опера сыграет гораздо большую роль в карьере либреттиста, чем Обера, который написал ещё три работы в этом жанре: Бог и танцовщица (1830), Густав III (1833) и Озеро фей (1839). Однако слава этих произведений будет затмеваться другими операми на либретто Скриба: Роберт-дьявол (1831) и Гугеноты (1836) Мейербера, Жидовка (В России — Дочь кардинала) (1835) Фроманталя Галеви.

## Постановки в России
В России опера была поставлена в Александринском театре под названием «Фенелла» — по имени немой девушки, главной героини сюжета. Кроме того, по идеологическим соображениям постановщики оперы в России не могли согласиться со свободолюбивым пафосом произведения — борьбой между долгом и собственным устремлением, тем более после беспорядков, спровоцированным представлением 25 августа 1830 в театре Ла Монне, и постановка была допущена в несколько измененном виде, а имя Мазаньелло, действительного вождя народного восстания в Неаполе в 1647 году, было заменено на нейтральное Фиорелло.
Партию Фенеллы исполняла Екатерина Телешова, а чуть позже её сменила начинающая танцовщица, недавняя выпускница Петербургской театральной школы, дебютировавшая в этой партии в 1834 году Марья Новицкая (будущая жена выдающегося русского артиста Н. О. Дюра). Причем её успех в этой партии оказался столь велик, что не только заставил долго говорить о себе, но и получил отображение в других жанрах: в Музее изобразительных искусств им. А. С. Пушкина в Москве хранится литография первой половины 19 века с рисунком Ив. П. Брюлло, где изображены Новицкая и её партнер К. Голланд в финальной сцене оперы спектакля 14 января 1834; исполнение Марьей Новицкой этой партии отметил М. Ю. Лермонтов: в гл. III своей незаконченной повести «Княгиня Лиговская» он описывает, как по окончании спектакля «все с громом вызывали Новицкую…», разговор об этом же ведется между Негуровой и Печориным (VI, 136, 137): 

Печорин, закутанный в шинель и надвинув на глаза шляпу, старался продраться к дверям, он поровнялся с Лизаветою Николаевной Негуровой; на выразительную улыбку отвечал сухим поклоном, и хотел продолжать свой путь, но был задержан следующим вопросом: «Отчего вы так сериозны, Msr. George? — вы недовольны спектаклем?» 

— Напротив, я во всё горло вызывал Голланда!..

— Не правда ли, что Новицкая очень мила!..

— Ваша правда.

— Вы от неё в восторге.

— Я очень редко бываю в восторге.

М. Ю. Лермонтов. «Княгиня Лиговская» (1836 г. — не завершено).
В Москве балетмейстер Фелицата Гюллень-Сор поставила балет «Фенелла» в 4 актах на музыку оперы «Фенелла» («Немая из Портичи»), премьера прошла 15 апреля 1836 года в Большом театре.
В 1849 опера была поставлена в Москве в Большом театре на итальянском языке под названием «Фенелла, немая из Портичи» (режиссёр П. М. Щепин), а в 1857 была поставлена на русском языке под названием «Палермские бандиты».
В том же 1857 году опера прозвучала в Петербурге под названием «Фенелла, или Немая из Портичи»; партию Мазаниелло исполнял И. Я. Сетов, причем, по мнению многих музыковедов, это было первое исполнение в Петербурге. Вполне возможно, что ввело в заблуждение переименование имен персонажей в постановке 1830-х годов.
В 1879 году Иосиф Сетов поставил оперу (также на русском языке), в своей антрепризе в Киеве.

## В кинематографе
В 1915/1916 годах в США режиссёрами Лоис Уэбер и Филипсом Смолли был снят одноимённый художественный фильм (англ. Dumb Girl of Portici). Роль Фенеллы исполнила балерина Анна Павлова. Также в этом фильме в небольшой роли дебютировал в кино Борис Карлофф.

## Записи
- La muette de Portici Джун Андерсон, Альфредо Краус, Джон Алер, Хоральный ансамбль Жана Лафоржа, Филармонический оркестр Монте-Карло, дирижёр Томас Фултон (EMI, 1987)
- La muette de Portici (highlights) Anja Van Engeland, Alexei Grigorev (Алексей Григорьев), Orchestre de Chambre pour Flandres, дирижёр Walter Proost (Etcetera, 2005)